# 斯摩棱斯克州
斯摩棱斯克州（羅馬化：Smolenskaya oblast）是俄罗斯的一个联邦州，屬中央聯邦管區的管轄範圍。面積49,786平方公里，人口1,049,574（2006年全俄人口普查），首府斯摩棱斯克，距離首都莫斯科405公里。该州与白俄罗斯接壤。